# Kertagena Laok
Kertagena Laok is een bestuurslaag in het regentschap Pamekasan van de provincie Oost-Java, Indonesië. Kertagena Laok telt 2828 inwoners (volkstelling 2010).